# Елден Кемпбелл
Елден Джером Кемпбелл (англ. Elden Jerome Campbell; нар. 23 липня 1968, Лос-Анджелес, США) — американський професіональний баскетболіст, що грав на позиціях важкого форварда і центрового за низку команд НБА. Чемпіон НБА.

## Ігрова кар'єра
На університетському рівні грав за команду Клемсон (1986–1990). 
1990 року був обраний у першому раунді драфту НБА під загальним 27-м номером командою «Лос-Анджелес Лейкерс». Захищав кольори команди з Лос-Анджелеса протягом наступних 9 сезонів.
1999 року разом з Едді Джонсом був обміняний «Шарлотт Горнетс» на Глена Райса, Джей Ар Ріда та Бі Джей Армстронга.
2002 року перейшов до «Нью-Орлінс Горнетс», у складі якої провів наступний сезон своєї кар'єри.
Наступною командою в кар'єрі гравця була «Сіетл Суперсонікс», за яку він відіграв лише частину сезону 2003 року.
З 2003 по 2005 рік грав у складі «Детройт Пістонс». 2004 року став чемпіоном НБА у складі команди.
Частину 2005 року виступав у складі «Нью-Джерсі Нетс».
Останньою ж командою в кар'єрі гравця стала «Детройт Пістонс», до складу якої він приєднався 2005 року і за яку відіграв лише частину сезону.